# 前田和慧
前田 和慧（まえだ わけい、1952年7月18日 - ）は、北海道中空知郡生まれ、1987年和歌山県高野山にて長岡秀善大僧正を師僧として、高野山総持院にて得度する、法名「和慧」となる。
1991年尼僧でありながら生まれつき卓越した特異な霊能力を持つ尼僧としてテレビで取り上げられたことで、一躍注目を浴びた。著書も多数出版されベストセラーも存在する。

## 現在の活動
- 住持にて法話をはじめ、参加希望者と写経・百八礼拝・四国遍路・京都十三仏巡礼・北海道36不動・北陸36不動巡拝を行った。
- 霊山参拝(石鎚山・富士山・白山・立山・大山・出羽三山・大雪山・阿蘇山・恐山など)。
- 岐阜県の落差60mといわれる「阿弥陀ヶ滝」にて、下は幼稚園上は還暦過ぎの老若男女と滝行。
- 死に装束の謂われや作り方、ワラジ作り、門松まで生死に関わることにつき、信徒や一般を問わず行っている。
- テレビ出演・全国各地での講演会をはじめ、著書出版を行ってきた。

## 主なテレビ出演
- フジテレビ「緊急スペシャル 超常現象をみた！」1991年9月27日放送
- フジテレビ「緊急スペシャル 世紀末！ 超常現象をみた！」1992年4月12日放送
- フジテレビ「新春 世界ふしぎ超人大賞」1992年1月2日放送
- フジテレビ「緊急スペシャル 超常現象をみた！」1992年1月17日放送
- フジテレビ「緊急スペシャル 超常現象をみた！」1992年8月21日放送
- フジテレビ「緊急スペシャル 超常現象をみた！」1993年2月12日放送
- フジテレビ「緊急スペシャル 超常現象をみた！」1993年4月30日放送
- フジテレビ「緊急スペシャル 超常現象をみた！」1994年3月6日 放送

## 著書
- 1990年：マントラ 丸善名古屋出版
- 1992年：マントラ(運命算定法) フジテレビ出版
- 1993年：マントラ2 フジテレビ出版
- 1994年：マントラの「心」 フジテレビ出版
- 1995年：マントラ方位 フジテレビ出版
- 2003年：マントラ運命算定法(文庫本) フジテレビ出版
- 2016年：人生マントラでずばり! ! 　東邦出版

## ビデオ
- 1994年：マントラ口伝1(入門基礎編) フジテレビ出版
- 1995年：マントラ口伝2(実用基礎編) フジテレビ出版
- 1995年：マントラ口伝3(応用基礎編) フジテレビ出版